# Łowczyce (rejon żydaczowski)
Łowczyce (ukr.  Лівчиці, Liwczyci), Łówczyce – wieś na Ukrainie, w obwodzie lwowskim, w rejonie stryjskim (do 2020 roku w rejonie żydaczowskim). W 2025 roku liczyła ok. 900 mieszkańców.
Za II Rzeczypospolitej do 1934 roku wieś stanowiła samodzielną gminę jednostkową w powiecie żydaczowskim w woj. stanisławowskim. W związku z reformą scaleniową została 1 sierpnia 1934 roku włączona do nowo utworzonej wiejskiej gminy zbiorowej gminy Ruda w tymże powiecie i województwie. Po wojnie wieś weszła w struktury administracyjne Związku Radzieckiego.

## Zabytki
- Pałac w Łowczycach (zameczek myśliwski) wybudowany w 1870 ze szpiczastą wieżą według projektu Jana Dolińskiego. We frontonie po lewej stronie od głównego wejścia herby Starzeńskich (L) i Gołuchowskich (P) umieszczone w kartuszu[3]. Obiekt otaczał park krajobrazowy o powierzchni kilku hektarów[4].

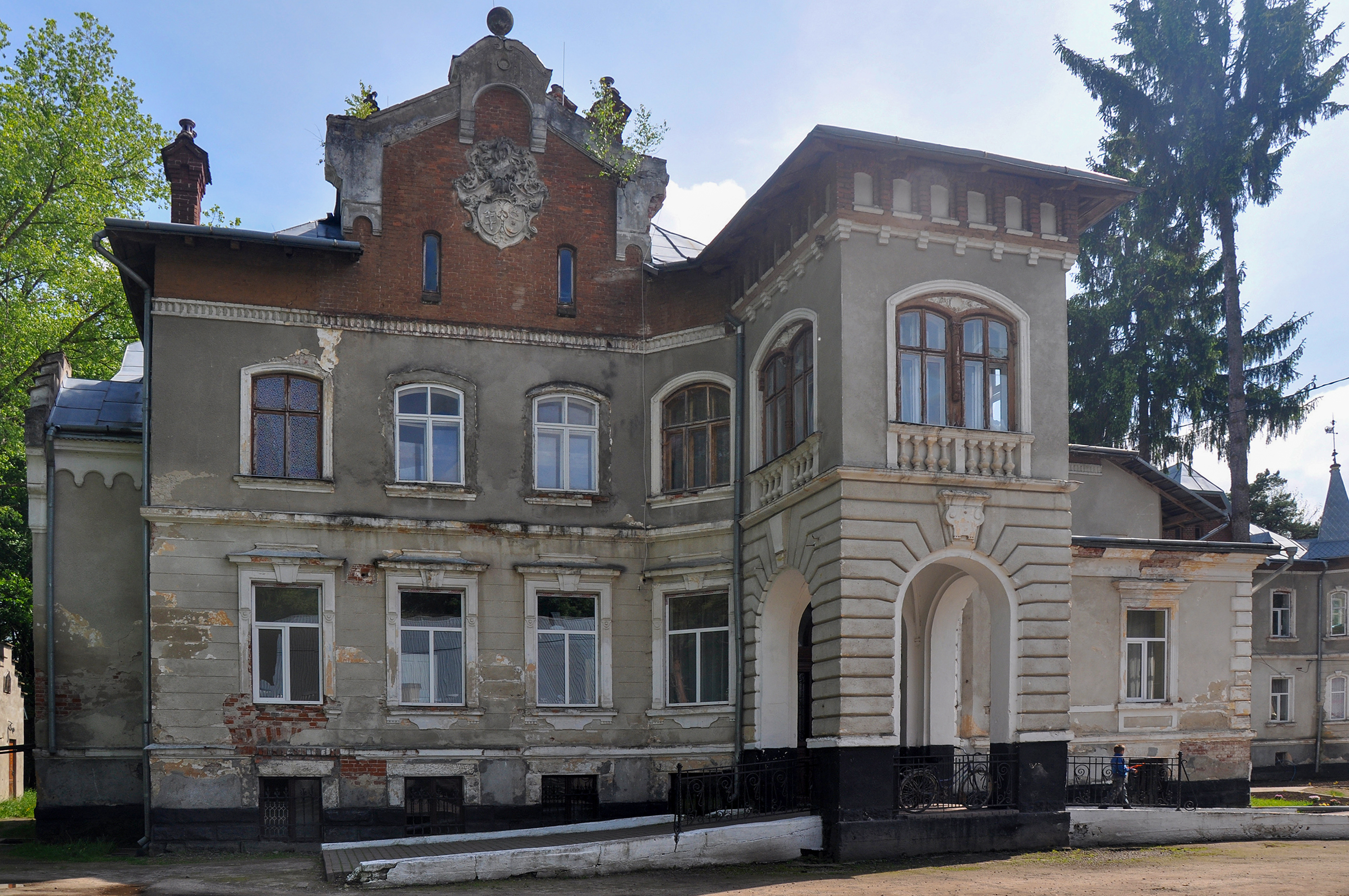
Pałac w Łowczycach
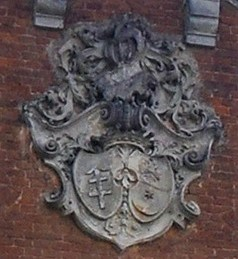
Herby Starzeńskich i Gołuchowskich
Herb Starzeńskich
Leliwa herb Gołuchowskich